# فرودگاه مزن
فرودگاه مزن (به روسی: Аэропорт Мезень) فرودگاهی عمومی واقع در مزن در کشور روسیه است.